# 安娜堡特設鎮區 (密歇根州)
安娜堡特設鎮區（英語：Ann Arbor Charter Township）是位於美國密歇根州沃什特瑙縣的一個特設鎮區。

## 地方資料
安娜堡特設鎮區的面積為43.72平方千米，當中陸地面積為43.33平方千米，而水域面積為0.39平方千米。根據2020年美國人口普查的數據，當地共有人口4673人，而人口密度為每平方千米106.88人。